# Trương Thị Trong
Trương Thị Trong hay Trương Thị Ngọc Trong , là Thị nội Cung tần, và là nhà thơ Việt Nam thời Lê trung hưng.

## Tiểu sử
Cho đến nay giới nghiên cứu văn học Việt không biết được gì nhiều về thân thế và sự nghiệp sáng tác của nữ sĩ Trương Thị Trong. Tư liệu chính yếu nhất chép đôi dòng về bà là cuốn gia phả có tên: Kinh Bắc Như Quỳnh Trương thị quý thích thế phả, hiện được lưu giữ tại Viện Nghiên cứu Hán Nôm (Hà Nội), mang ký hiệu A.959.
Căn cứ vào dòng niên đại ở cuối bản diễn ca Nôm thần tích Hoàng thái hậu Ỷ Lan của bà, có thể suy đoán bà sống vào thời Hậu Lê, khoảng thời gian từ những năm 1700 đến 1770.
Theo thế phả ghi trên, Trương Thị Trong sinh tại thôn Lê Xá, xã Như Quỳnh (nay thuộc huyện Văn Lâm, tỉnh Hưng Yên) trong một gia đình quan lại nhiều đời.
Ông tổ là Trương Lôi, từng theo thủ lĩnh Lê Lợi đánh quân Minh. Sau khi khởi nghĩa Lam Sơn thắng lợi, ông được ban quốc tính (họ Lê) và được dự phong vào hàng khai quốc công thần. 
Sau chi họ Trương ở thôn Lê Xá (xã Như Quỳnh) có người con gái tên là Trương Thị Ngọc Chử gả cho người nhà chúa Trịnh là Trịnh Bính, sinh ra Trịnh Cương. Năm 1709, Trịnh Cương lên ngôi chúa. Họ Trương ở Như Quỳnh vốn có tiếng là dòng họ công thần triều Lê, nay lại trở thành "họ ngoại" nhà chúa Trịnh, nên càng trở nên danh giá .
Đến đời thứ 8 trong thế phả họ Trương, chính là cha của Trương Thị Trong. Ông tên là Trương Đôn Hậu, làm quan Chánh võ úy thời "vua Lê-chúa Trịnh", lấy vợ họ Nguyễn (hiệu: Thục Tiết), sinh được 6 người con (2 trai, 4 gái), và Trương Thị Trong là con gái thứ ba trong số con gái 
Sau, Trương Thị Trong được vào cung làm Thị nội Cung tần. Theo suy đoán của TS. Trương Đức Quả, thì rất có thể bà vào hầu trong phủ chúa Trịnh, ở thời kỳ Trịnh Cương hoặc Trịnh Giang làm chúa .
Nữ sĩ Trương Thị Trong mất năm nào không rõ.

## Tác phẩm
Về sự nghiệp sáng tác của Trương Thị Trong, hiện nay chỉ còn một tác phẩm viết về thần tích Hoàng thái hậu Ỷ Lan bằng chữ Nôm có tên là Lý triều đệ tam Hoàng Thái hậu cổ lục thần tích quốc ngữ diễn ca văn (Văn diễn ca bằng quốc ngữ thần tích sao chép từ bản cổ Hoàng Thái hậu thứ ba triều Lý), gồm 558 câu thơ lục bát và hai bài kệ chữ Hán thể ngũ ngôn tứ tuyệt.
Bản thảo được hoàn thành vào tháng 8 (âm lịch) niên hiệu Cảnh Hưng thứ 20 (1759), và rất có thể đã được khắc in , nhưng đến nay vẫn chưa tìm thấy một bản in nào. Song nó vẫn tồn tại, nhờ được chép trong mục "Phụng lục bản tộc quý nữ" (Sao chép thuộc quý nữ trong họ) nằm trong cuốn "Kinh Bắc Như Quỳnh Trương thị quý thích thế phả".
Năm 2010, truyện thơ này đã được giới thiệu đầy đủ (có kèm theo bài giới thiệu tác giả và phần chú thích tác phẩm) trong cuốn Các nữ tác gia Hán Nôm Việt Nam do PGS. TS. Đỗ Thị Hảo làm chủ biên.

## Sách tham khảo
- TS. Trương Đức Quả, bài viết về "Trương Thị Trong" in trong Các nữ tác gia Hán Nôm Việt Nam do PGS. TS. Đỗ Thị Hảo làm chủ biên. Nhà xuất bản Khoa học xã hội, Hà Nội, 2010.